# Syndromodes cellulata
Syndromodes cellulata är en fjärilsart som beskrevs av W. Warren 1898. Syndromodes cellulata ingår i släktet Syndromodes och familjen mätare. Inga underarter finns listade i Catalogue of Life.